# Psilozona lukinsi
Psilozona lukinsi är en tvåvingeart som beskrevs av Paramonov 1966. Psilozona lukinsi ingår i släktet Psilozona och familjen rovflugor. Inga underarter finns listade i Catalogue of Life.